# افکتور کیلتسه
افکتور کیلتسه (لهستانی: Effector Kielce) یک تیم والیبال حرفه‌ای مستقر در کیلتس لهستان است. این تیم در سال ۲۰۰۷ با نام فارت کیلتس تأسیس شده‌است.